# Amelsdorp
Amelsdorp is een gehucht van Waltwilder in de Belgische gemeente Bilzen-Hoeselt.
Het is een zeer oud gehucht en het was zelfs een autonome gemeente gedurende de Franse tijd (1795-1815). De landbouw was in Amelsdorp nog belangrijker dan in Waltwilder zelf. Belangrijke families waren hier vroeger op tal van monumentale boerderijen gevestigd. Amelsdorp werd, tijdens de Tachtigjarige Oorlog, waarschijnlijk verwoest door de Spanjaarden
Amelsdorp ligt vlak bij het gehucht Dries bij Kleine-Spouwen, maar heeft vrijwel steeds tot Waltwilder behoord. De verbindingsweg naar Kleine-Spouwen was tot het begin van deze eeuw onbebouwd.
Het gehucht behield vrij gaaf zijn oorspronkelijk stratenpatroon. Op Amelsdorp 51, 53 en 88 bevinden zich monumentale hoeven.

## Kapel

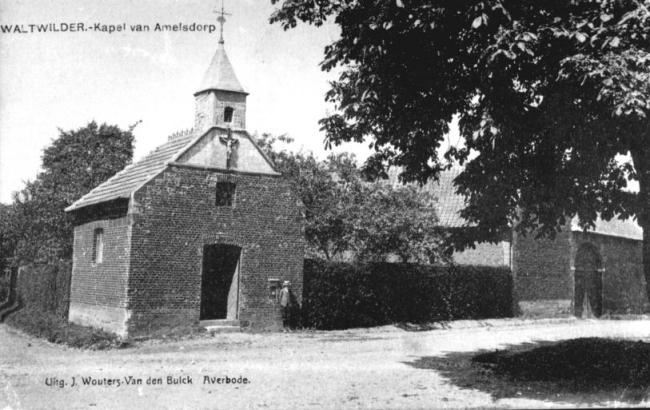
Oude foto van de kapel van Amelsdorp

De oude (betreedbare) kapel, op de kruising van Ameldorp en de Hoevelaan, werd verwoest, en afgebroken in 1967. In 1978 werd een nieuwe kapel gebouwd door de familie Grosemans-Thijs. Deze kapel is gewijd aan Onze-Lieve-Vrouw van Bijstand, en in de kapel bevindt zich een beeld van Onze-Lieve-Vrouw van Lourdes. Dit is geen betreedbare kapel, maar er is een beeld in een nis, waarvoor een knielbank is aangebracht.
Deelgemeenten: Beverst · Bilzen · Eigenbilzen · Grote-Spouwen · Hees · Hoelbeek · Hoeselt · Kleine-Spouwen · Martenslinde · Mopertingen · Munsterbilzen · Rijkhoven · Romershoven · Rosmeer · Schalkhoven · Sint-Huibrechts-Hern  · Waltwilder · Werm

Overige kernen: Alt-Hoeselt · Amelsdorp · Broekem · Eik · Heesveld · Holt · Merem · Schoonbeek · Spurk · Weert

Belgische gemeenten · Arrondissement Tongeren · Limburg · Vlaanderen